# 洛斯諾湖
56°26′34.61″N 29°29′16.67″E / 56.4429472°N 29.4879639°E
洛斯諾湖（俄语：Лосно），是俄羅斯的湖泊，位於該國西北部，由普斯科夫州負責管轄，處於普斯托什卡區，面積4.5平方公里，集水區面積79.2平方公里，平均水深2.5米，最大水深8米。